# Fiona Pennie
Fiona Pennie (Alexandria, 9 novembre 1982) è una canoista britannica, specializzata nello slalom.

## Carriera
Pennie inizia la sua carriera agonistica internazionale nel 1998, esordendo ai Campionati Europei di Canoa Slalom Junior a Lofer in Austria.
Dopo aver conquistato le prime medaglie di bronzo ai Mondiali Junior e agli Europei Under 23 tra il 2000 e il 2005, vince la sua prima medaglia in una competizione assoluta con l'argento ai Mondiali 2006 di Praga nel K-1 individuale. L'anno successivo nel K-1 a squadre, insieme alle compagne Laura Blakeman e Elizabeth Neave, ottiene un bronzo agli Europei di Liptovský Mikuláš e ancora un posto sul gradino più basso del podio ai Mondiali di Foz do Iguaçu in Brasile. Il trio, con Louise Donington al posto della Neave, replica lo stesso risultato ai Campionati europei di canoa slalom 2008 di Cracovia.
Nello stesso anno rappresenta la Gran Bretagna alle Olimpiadi di Pechino 2008, fermandosi alla fase di qualificazione del torneo K-1 individuale.
Torna a vincere una medaglia nel 2012 con il bronzo nel K-1 agli Europei di Augusta. Il 2013 è l'anno più fruttuoso per la canoista britannica, ottenendo un argento a squadre, con Neave e Bethan Latham, ma soprattutto il primo oro in carriera nel K-1 individuale ai Campionati Europei di Cracovia.
Nel 2014 porta a casa un argento nella prova individuale ai Mondiali di Deep Creek Lake, mentre grazie al secondo posto nei Campionati mondiali di canoa/kayak slalom 2015 della prova a squadre, ottenuto con Kimberley Woods e la veterana Elizabeth Neave, riesce a strappare un pass per le Olimpiadi di Rio 2016, raggiungendo la finale nel K-1 individuale, chiudendo al 6º posto.
Proprio nel 2016, arriva il suo primo oro in una gara a squadre, agli Europei di Liptovský Mikuláš, coadiuvata da Neave e Woods. Due anni dopo mette in bacheca altri due bronzi nel K-1 individuale ai Campionati europei di Praga, e nel K-1 a squadre con la solita Woods e Mallory Franklin al Mondiale di Rio de Janeiro. Nel 2019 il trio riesce a vincere la medaglia d'oro ai Mondiali spagnoli di La Seu d'Urgell, la prima in un torneo intercontinentale per Fiona Pennie.
Dopo aver saltato le competizioni nel 2020 a causa della Pandemia di COVID-19, le tre riescono a salire di nuovo sul gradino più alto del podio agli Europei 2021 di Ivrea e si ripetono anche ai Mondiali slovacchi di Bratislava.

## Palmarès
- Mondiali - Slalom

Praga 2006: argento nel K1.
Foz do Iguaçu 2007: bronzo nel K1 a squadre.
Deep Creek Lake 2014: argento nel K1.
Londra 2015: argento nel K1 a squadre.
Rio de Janeiro 2018: bronzo nel K1 a squadre.
La Seu d'Urgell 2019: oro nel K1 a squadre.
Bratislava 2021: oro nel K1 a squadre.
- Europei - Slalom

Liptovský Mikuláš 2007: bronzo nel K1 a squadre.
Cracovia 2008: bronzo nel K1 a squadre.
Augusta 2012: bronzo nel K1.
Cracovia 2013: oro nel K1.
Cracovia 2013: argento nel K1 a squadre.
Liptovský Mikuláš 2016: oro nel K1 a squadre.
Praga 2018: bronzo nel K1.
Ivrea 2021: oro nel K1 a squadre.